# Bertrand Gachot

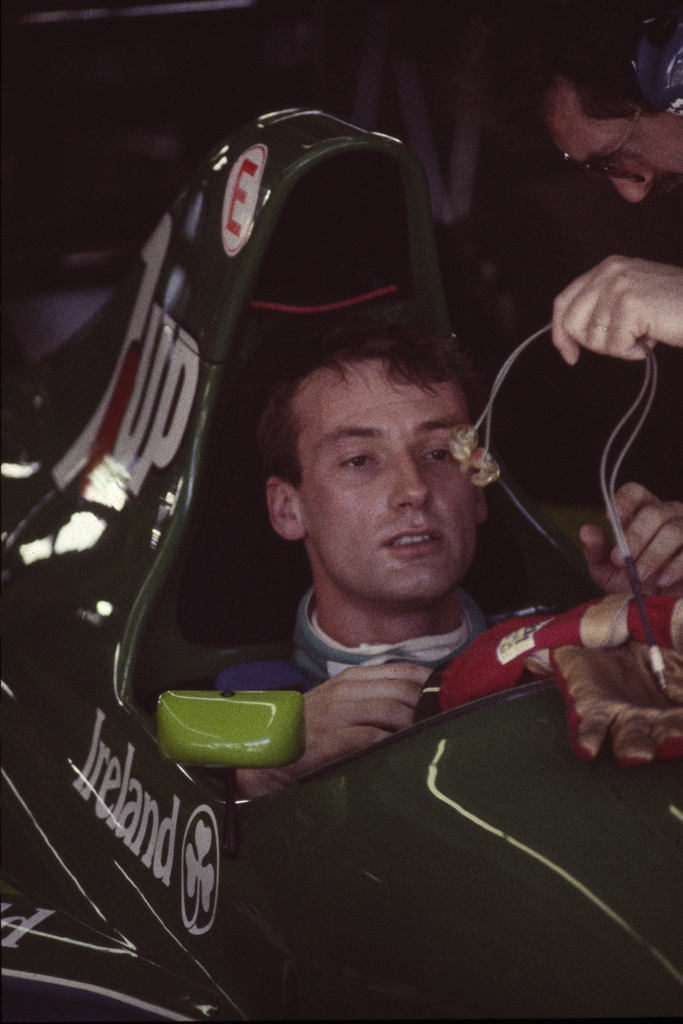
Bertrand Gachot

Bertrand Gachot (Luxemburg, 23 december 1962) is een Franse autocoureur die tussen 1989 en 1995 uitkwam in de Formule 1. Hij kwam ook enkele jaren voor België uit.
Op 15-jarige leeftijd begon Gachot te racen in de karts. In 1984 stapte hij over naar de Formule Ford en in 1986 won hij de titel in de Britse Formule Ford 2000-klasse. Na een tweede plaats in het Britse Formule 3-kampioenschap een jaar later (achter Johnny Herbert), stapte Gachot over naar de Formule 3000. Door geldgebrek was dit echter aanvankelijk geen succes. Pas toen de excentrieke Belgische miljonair Jean-Pierre Van Rossem zich met hem bemoeide ging zijn carrière weer voorwaarts, Gachot werd coureur bij Van Rossems Formule 1-team Onyx.
Een gemakkelijk jaar werd het niet, door de vele inschrijvingen dat jaar moest Onyx meedoen aan de pre-kwalificatie die Gachot pas bij de zesde Grand Prix, in Frankrijk op Paul Ricard wist te overleven. Gachot kwalificeerde zich met een spectaculaire 11e plaats zelfs voor de race. Nadien wist Gachot zich nog 4 keer te kwalificeren tot hij werd ontslagen na onenigheid met Van Rossem. De laatste twee races stapte Gachot zonder succes nog in bij het zieltogende Rial. Het jaar erop reed Gachot voor Coloni, opnieuw een achterhoedeteam dat bovendien een dramatische Subaru-motor had. Ondanks het dumpen van die motoren halverwege het seizoen kwalificeerde Gachot zich geen enkele keer voor een race.
Voor 1991 zag het er beter uit, Gachot ging rijden voor het nieuwe team van Jordan. De wagen bleek verrassend snel en Gachot sprokkelde zijn eerste 4 WK-punten ooit bij elkaar door een vijfde plaats in Canada en zesde plaatsen in Groot-Brittannië en Duitsland. Bovendien pakte Gachot de snelste ronde in Hongarije. Tussendoor won hij ook de 24 uur van Le Mans voor Mazda, samen met Johnny Herbert en Volker Weidler. Maar donkere wolken pakten zich samen want Gachot moest zich bij een Britse rechtbank melden voor een verkeersincident de winter ervoor.
Gachot had toen ruzie gekregen met een Londense taxichauffeur en deze met traangas bespoten, iets wat in Frankrijk (waar Gachot woonde) niet verboden was maar in Groot-Brittannië wel. Gachot moest voor zes maanden de cel in. Zijn plek bij Jordan werd ingenomen door een Duitse debutant, Michael Schumacher. Gachots veelbelovende Formule 1-carrière was gebroken.
In 1992 lukte het Gachot om een zitje te veroveren bij Larrousse maar dat was een stap terug ten opzichte van Jordan. Toch scoorde Gachot nog een punt in Monaco. Voor 1993 kon Gachot geen plek vinden in Formule 1 en dook hij op in de IndyCar Series waar het jaar vol maakte voor het Dick Simon Racing Team met 1 punt als resultaat maar in 1994 keerde hij terug met het nieuwe team Pacific Grand Prix, waarvan hij ook aandeelhouder was. Het team was echter ondergefinancierd en bleek vooral in 1994 totaal niet competitief. In 1995 moest Gachot af en toe zijn plek afstaan aan pay-drivers als Jean-Denis Délétraz en Giovanni Lavaggi. Eind 1995 ging het team op de fles en was Gachots Formule 1-carrière voorbij.
Gachot trok zich terug uit de racewereld, werd miljonair dankzij de energiedrank Hype en vestigde zich met zijn gezin op Gibraltar.